# Rainer Schmidt
Pour les articles homonymes, voir Schmidt.
Rainer Schmidt, né le 1er août 1948 à Langewiesen, est un sauteur à ski est-allemand.

## Biographie
En 1966, il obtient son premier succès dans la Spartakiade chez les juniors, mais se brise la clavicule ensuite. Il doit attendre pour faire ses débuts sur la Tournée des quatre tremplins en 1968-1969. Lors de l'édition suivante, il obtient son premier top dix sur une manche à Innsbruck (6e), puis son premier podium à Bischofshofen (2e). Il démarre aussi aux Championnats du monde (28e). Il a du composer avec la perte de son entraîneur Hans Renner, ce qui a réduit sa chance pour de bons résultats à cause de réceptions ratées.
Il devient champion de RDA en 1971 et gagne aussi la Coupe Tatra cette année.
En 1971-1972, il revient sur le podium à Innsbruck dans la Tournée des quatre tremplins, avant de décrocher la médaille de bronze sur la compétition en grand tremplin à Sapporo, au terme du concours le plus serré de l'histoire, devancé par Wojciech Fortuna de 0,6 point et Walter Steiner de 0,5 point et bat le quatrième Tauno Käyhkö de 0,1 point et est quinzième au petit tremplin, à chaque fois dans des conditions venteuses irrégulières.
En 1972-1973, grâce à notamment à ses succès initiaux sur les tremplins allemands d'Oberstdorf et Garmisch-Partenkirchen, il remporte sa plus importante victoire : la Tournée des quatre tremplins.
Il obtient son ultime résultat important en 1975, sur les Championnats du monde de vol à ski au tremplin de Kulm.
Après sa retraite sportive en 1976, où il manque la sélection olympique, il devient entraîneur pour les jeunes à Oberhof.

## Palmarès

### Jeux olympiques
| Épreuve / Édition | Sapporo 1972 |
| Petit tremplin    | 15e          |
| Grand tremplin    | Bronze       |

### Championnats du monde de vol à ski
| Épreuve / Édition | Kulm 1975 |
| Individuel        | Argent    |

### Tournée des quatre tremplins
- Vainqueur de l'édition 1972-1973.
- 6 podiums dans des manches, dont 2 victoires.

### Universiades
- Médaille de bronze en individuel en 1970 à Rovaniemi.